# 王文清 (1963年)
王文清（1963年1月—），中共政治人物，軍事人物，中國人民解放军少將。
曾任总参动员部副部长、中央军委国防动员部民兵预备役局局長。2018年1月－2023年，期間任中共甘肃省委常委、甘肅省军区司令员。